# Withius congicus
Espèce
Synonymes
- Allowithius congicus Beier, 1932
- Allowithius exiguus Beier, 1955

Withius congicus est une espèce de pseudoscorpions de la famille des Withiidae.

## Distribution
Cette espèce se rencontre au Congo-Kinshasa, en Tanzanie, au Kenya, aux Seychelles et au Yémen.

## Liste des espèces
Selon Pseudoscorpions of the World (version 3.0) :
- Withius congicus congicus (Beier, 1932)
- Withius congicus exiguus (Beier, 1955)

## Étymologie
Son nom d'espèce lui a été donné en référence au lieu de sa découverte, le Congo belge.

## Publication originale
- Beier, 1932 : Zur Kenntnis der Cheliferidae (Pseudoscorpionidea). Zoologischer Anzeiger, vol. 100, p. 53-67.